# Khatuniyah, al-Hasakah
Khatuniyah (tiếng Ả Rập: خاتونية بحرة, đã Latinh hoá: Khātūnīyah) là một ngôi làng gần al-Hawl ở phía đông tỉnh al-Hasakah, đông bắc Syria.
Ngôi làng nằm trên một bán đảo nhỏ ở bờ đông bắc của al-Khatuniyah Hồ (tiếng Ả Rập: بحرة الخاتونية, đã Latinh hoá: Baḩrat al Khātūnīyah, tiếng Kurd: Çemê Xatûniyê), gần biên giới với Iraq. Phía tây bắc thị trấn, một con đường chính nối liền thủ phủ tỉnh al-Hasakah, nằm khoảng 40 kilômét (25 mi)   về phía tây, với biên giới Rabia băng qua Iraq.
Về mặt hành chính, ngôi làng thuộc về al-Hawl Nahiya của quận al-Hasakah. Tại cuộc điều tra dân số năm 2004, nó có dân số 1.218.

## Lịch sử
Trong Nội chiến Syria, khu vực này đã bị Nhà nước Hồi giáo chiếm giữ. Ngôi làng đã được giải phóng vào ngày 11 tháng 11 năm 2015 bởi Lực lượng Dân chủ Syria trong quá trình tấn công al-Hawl của họ.